# Línea del mercado de capitales

Línea del mercado de capitales

La línea del mercado de capitales (también conocida por su nombre en inglés, capital market line, de la que derivan las siglas CML) es la línea tangente trazada desde el punto del activo libre de riesgo a la región factible para los activos con riesgo. El punto de tangencia representa la cartera de mercado, así denominada porque todos los inversores racionales (según el criterio de la mínima varianza) deberán mantener sus activos con riesgo en la misma proporción que estos tengan en la cartera de mercado.

## Fórmula
{\displaystyle \mathrm {CML} :E(r)=r_{f}+\sigma {\frac {E(r_{M})-r_{f}}{\sigma _{M}}}.}
La CML surge de la combinación de la cartera de mercado y el activo libre de riesgo. Todos los puntos situados en la CML tienen mayores retornos en relación con el riesgo que cualquier otro punto representativo de una cartera situado en la frontera eficiente, con excepción de la cartera de mercado, el punto en el que la CML es tangente a la frontera eficiente. Desde el punto de vista de la CML, la cartera de mercado es una cartera compuesta completamente por activos de riesgo. Cualquier punto situado por encima o a la izquierda de la CML son irrealizables, mientras que aquellos puntos situados por debajo o a la derecha de la CML son alcanzables pero ineficientes.
La introducción del apalancamiento crea carteras apalancadas que se encuentran igualmente en la CML.

## CML, ratio de Sharpe y alfa
Todas las carteras situadas en la CML tienen el mismo ratio de Sharpe, como ocurre con la cartera de mercado. Por ejemplo:
{\displaystyle {\frac {E(r)-r_{f}}{\sigma }}={\frac {E(r_{M})-r_{f}}{\sigma _{M}}}.}
De hecho, la pendiente de la CML es el ratio de Sharpe de la cartera de mercado.
Una regla general de selección de activos es comprar activos cuyo ratio de Sharpe esté por encima de la CML y vender aquellos cuyo ratio esté por debajo. De hecho, a partir de la hipótesis del mercado eficiente, se desprende que es imposible vencer al mercado. Por lo tanto, todas las carteras deben tener un ratio de Sharpe menor o igual que el del mercado. En consecuencia, si hay un activo cuyo ratio de Sharpe es mayor que el del mercado, esa cartera (o activo) está ofreciendo un retorno mayor por unidad de riesgo, lo que contradiría la hipótesis.
El retorno extra anómalo por encima del retorno de mercado ante un nivel de riesgo determinado es lo que se denomina alfa.